# Moon Pride
«Moon Pride» (стилізується маюскулом) — дванадцятий сингл японського ідол-гурту Momoiro Clover Z, що вийшов у Японії 30 липня 2014 року.

## Створення
До синглу увійшли пісні, написані до аніме-серіалу 2014 року Pretty Guardian Sailor Moon Crystal. Трек «Moon Pride» став опенінгом, а «Gekkō» ендінгом.
Автором тексту, композитором та аранжувальником пісні «Moon Pride» став Revo з гурту Sound Horizon. Гітарні соло виконав американський рок-музикант Марті Фрідман.
Сингл вийшов у двох серсіях: «Sailor Moon Edition» та «Momoclo Edition». Версія Sailor Moon Edition має Blu-ray з музичним відео. Видання Momoclo Edition має тільки CD, але містить додатковий трек — кавер на пісню «Moon Revenge» з фільму Sailor Moon R: The Movie.
Режисером музичного відео став Уємура Яцусі, який створював відео у співпраці з режисером аніме Сакай Мунехісою. Над анімацією працювала компанія Toei Animation. Відео містить уривки з аніме серіалу. В кліпі можна вперше побачити трансформації трьох сейлор-воїтельок (Сейлор Марс, Сейлор Венери та Сейлор Юпітер) до того, як вони були показані в серіалі.
Сингл дебютував на 3 місці у чарті Oricon Daily Singles Chart, а в перший день продажі перевищили 29 тис. копій.

## Список композицій

### Sailor Moon Edition (CD+Blu-ray)
| CD    | CD                            | CD               | CD           | CD         |
| #     | Назва                         | Автор слів       | Автор музики | Тривалість |
| ----- | ----------------------------- | ---------------- | ------------ | ---------- |
| 1.    | «Moon Pride» (MOON PRIDE)     | Revo             | Revo         | 3:43       |
| 2.    | «Gekkō» (月虹, «Moonbow»)     | Sumire Shirobara | Akiko Kosaka | 4:22       |
| 3.    | «Moon Pride» (off vocal ver.) |                  |              | 3:43       |
| 4.    | «Gekkō» (off vocal ver.)      |                  |              | 4:22       |
| 16:10 |                               |                  |              |            |

| Blu-ray | Blu-ray                    | Blu-ray    |
| #       | Назва                      | Тривалість |
| ------- | -------------------------- | ---------- |
| 1.      | «Moon Pride» (music video) |            |

### Momoclo Edition (тільки CD)
| CD    | CD                              | CD              | CD           | CD         |
| #     | Назва                           | Автор слів      | Автор музики | Тривалість |
| ----- | ------------------------------- | --------------- | ------------ | ---------- |
| 1.    | «Moon Pride»                    |                 |              | 3:43       |
| 2.    | «Gekkō»                         |                 |              | 4:22       |
| 3.    | «Moon Revenge»                  | Kayoko Fuyumori | Akiko Kosaka | 4:26       |
| 4.    | «Moon Pride» (off vocal ver.)   |                 |              | 3:43       |
| 5.    | «Gekkō» (off vocal ver.)        |                 |              | 4:22       |
| 6.    | «Moon Revenge» (off vocal ver.) |                 |              | 4:26       |
| 25:02 |                                 |                 |              |            |

## Чарти
| Чарт (2014)                   | Найвища позиція |
| ----------------------------- | --------------- |
| Oricon Daily Singles Chart    | 2               |
| Oricon Weekly Singles Chart   | 3               |
| Billboard Japan Hot Animation | 1               |

## Інші версії
Кантонський поп-гурт Super Girls випустив кавер на «Moon Pride» 3 травня 2016.
Гурт Pastel＊Palettes з аніме-франшизи BanG Dream! випустив скорочений кавер на «Moon Pride», який увійшов до гри BanG Dream! Girls Band Party!.